# (2069) Hubble
(2069) Hubble – planetoida obiegająca Słońce w średniej odległości około 3,2 au w czasie 5 lat i 234 dni. Została odkryta 29 marca 1955 roku w Goethe Link Observatory (Indiana Asteroid Program) w Brooklynie w stanie Indiana. Nazwa planetoidy pochodzi od Edwina Hubble’a (1889–1953), amerykańskiego astronoma. Przed jej nadaniem planetoida nosiła oznaczenie tymczasowe (2069) 1955 FT.